# Tetragnatha chinensis
Tetragnatha chinensis este o specie de păianjeni din genul Tetragnatha, familia Tetragnathidae. A fost descrisă pentru prima dată de Chamberlin în anul 1924. Conform Catalogue of Life specia Tetragnatha chinensis nu are subspecii cunoscute.